# Klocki Cuisenaire’a

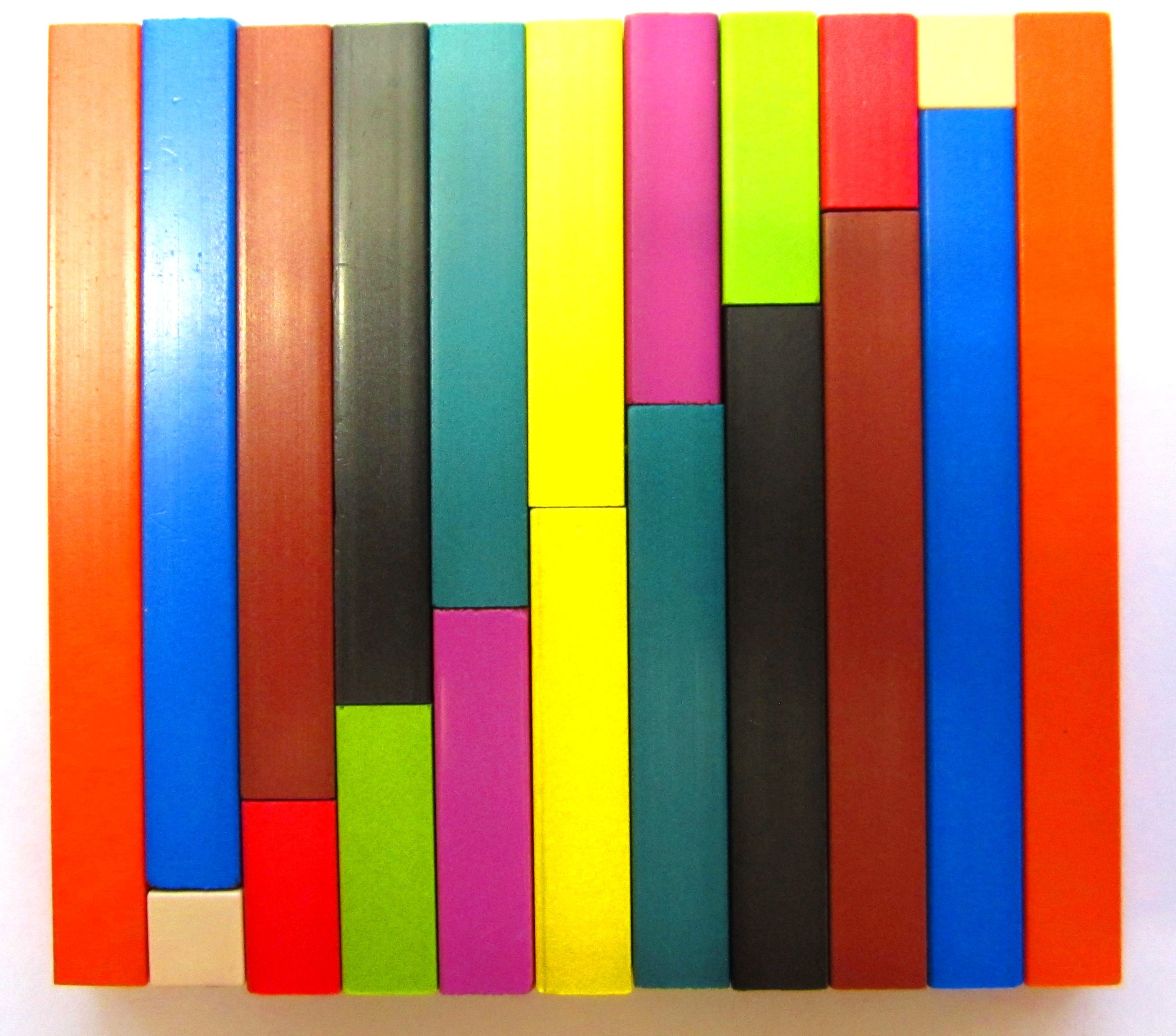
Klocki Cuisenaire’a

Klocki Cuisenaire’a, zwane również kolorowymi liczbami lub liczbami w kolorach – zbiór kolorowych prostopadłościennych słupków o przekroju 1 cm² i długościach od 1 cm do 10 cm. Klocki zostały stworzone przez belgijskiego pedagoga Georges’a Cuisenaire’a w 1945 roku jako materiał dydaktyczny jego metody liczb w kolorach (nombres en couleurs). Cuisenaire opisał ją w swojej broszurze Les nombres en couleurs wydanej w 1951 roku.

## Opis klocków
Klocki tego samego koloru są jednakowej długości.  Każdy klocek-pałeczka symbolizuje liczbę równą jego długości. Jednocześnie kolorystyka klocków nie jest przypadkowa i podlega pewnym prawidłowościom:
- klocki, które reprezentują potęgi liczby 2 mają kolory zbliżone do barwy czerwonej: klocki o długości 2 cm są czerwone (kolor cynober), klocki o długości 4 centymetrów są różowe (karmin), klocki o długości 8 centymetrów są ciemnoczerwone (o barwie kasztanowej, brązowej).

- klocki, które reprezentują mnożniki liczby 3 mają kolory pochodne od niebieskiego. Klocki o długości 3 cm są koloru jasnozielonego, o długości 6 cm ciemnozielonego, natomiast o długości 9 cm koloru niebieskiego.

- klocki, które reprezentują mnożniki liczby 5 mają różne odcienie barwy żółtej: klocki o długości 5 cm są żółte, natomiast te o długości 10 cm są koloru pomarańczowego[3].

Zestawienie długości i kolorystyki klocków przedstawia się następująco:
| Długość klocków | Kolor         |
| --------------- | ------------- |
| 1 cm            | Biały         |
| 2 cm            | Cynober       |
| 3 cm            | Jasnozielony  |
| 4 cm            | Karmin        |
| 5 cm            | Żółty         |
| 6 cm            | Ciemnozielony |
| 7 cm            | Czarny        |
| 8 cm            | Kasztanowy    |
| 9 cm            | Niebieski     |
| 10 cm           | Pomarańczowy  |

Tabela na podstawie zestawienia E. Puchalskiej i Z. Semadeniego.

## Zastosowanie klocków w nauczaniu matematyki
Klocki Cuisenaire’a używane są przede wszystkim w nauczaniu arytmetyki, podstawowych działań tej dziedziny matematyki: dodawania, odejmowania, mnożenia, dzielenia, ale również potęgowania, np. wykorzystywane w ćwiczeniach arytmetycznych z przedstawianiem liczby jako sumy innych liczb; w ćwiczeniach wprowadzających prawa przemienności i łączności dodawania oraz przy porównywaniu długości. Można je wykorzystać również przy wprowadzaniu wiadomości z zakresu geometrii: figur geometrycznych płaskich i przestrzennych – klocki o długości 1 cm są modelem sześcianu, pozostałe są prostopadłościanami. Jednym z ćwiczeń jest obliczanie objętości brył konstruowanych z klocków różnej długości. 

### Przykłady zastosowania do nauki dodawania:

#### Proste sumowanie:
- Weź klocek długości 3 (zielony) i klocek długości 4 (różowy).
- Ułóż je obok siebie i znajdź klocek, który ma taką samą długość jak ich suma (w tym przypadku klocek długości 7, czarny).
- To ćwiczenie pokazuje, że 3+4=7

#### Rozkład liczb:
- Poproś dziecko, aby ułożyło różne kombinacje klocków, które dają tę samą sumę.
- Np. dla liczby 6 można użyć: 2+4 1+5 3+3
- To pomaga zrozumieć różne sposoby przedstawienia tej samej liczby.

#### Dodawanie liczb większych niż 10
Użyj klocków długości 10 i mniejszych klocków, aby pokazać dodawanie liczb przekraczających 10, np. 9+5 można pokazać jako klocek 9 i klocek 5, który można podzielić na 1 i 4, co prowadzi do 10+4=14. Wizualne podejście do nauki pomaga dzieciom zrozumieć zasady matematyczne w sposób praktyczny i angażujący.

## Zastosowanie klocków Cuisenaire’a w nauczaniu języków obcych
Pałeczki Cuisenaire’a znajdują zastosowanie w nauczaniu języków obcych. Stanowią nieodzowny element metody Silent Way, która została opracowana przez Caleba Gattegno, początkowo jako pomoc do nauczania matematyki i nauki czytania w języku ojczystym, a następnie  nauczaniu języków obcych. Istotą tej metody jest ograniczenie bodźców docierających do ucznia i skupieniu jego uwagi na sytuacji dydaktycznej, którą prezentuje nauczyciel. Aby to osiągnąć, nauczyciel prezentuje materiał językowy za pomocą klocków Cuisenaire’a. Materiał jest wprowadzany stopniowo – są to proste zwroty i wyrazy. Metoda zakłada wprowadzenie około 800 wyrazów za pomocą klocków Cuisenaire’a.
Nauczanie języka obcego za pomocą kolorowych liczb zostało między innymi wykorzystane w programie European Language Label – Europejski znak innowacyjności w dziedzinie nauczania i uczenia się języków obcych w 2005 roku przez polskich nauczycieli w Szkole Podstawowej nr 25 w Kielcach. Powyższe doświadczenia zaowocowały popularyzacją klocków Cuisenaire’a wśród nauczycieli języka angielskiego; w latach 2006–2007 przeprowadzono szkolenia wśród nauczycieli języka angielskiego w województwie świętokrzyskim oraz warsztaty dla nauczycieli English with Cuisenaire Rods podczas IV Ogólnopolskiego Spotkania Nauczycieli Języka Angielskiego English Teaching Market w 2006 roku w Starych Jabłonkach.
Doświadczenia nauczycieli z nauczaniem języka angielskiego przy pomocy pałeczek Cuisenaire’a zostały opisane w licznych artykułach.

## Metoda liczb w kolorach Henryka Moroza
Polski pedagog Henryk Moroz stworzył własny zestaw klocków, nazwany liczbami w kolorach, wzorowany na materiale dydaktycznym Cuisenaire’a. W 1962 roku, klocki liczby w kolorach zostały zatwierdzone przez Ministerstwo Oświaty. Zestaw przygotowany przez H. Moroza składa się z 69 pałeczek o przekroju 1 cm² i o długościach od 1 cm do 10 cm. Różni się nieznacznie kolorystyką od klocków Cuisenaire’a. Istotną różnicą pomiędzy obiema metodami jest natomiast to, jak podkreśla H. Moroz, że Cuisenaire traktował swoją metodę jako systematyczny i stały sposób pracy nauczyciela, natomiast metoda liczb w kolorach H. Moroza stanowi jedynie jeden z wielu środków dydaktycznych stosowanych przez nauczyciela.